# Casa Amarela (Guarulhos)
Casa Amarela é uma construção histórica de Guarulhos, em que funcionou a residência da chefia da estação municipal, da Estrada de Ferro Sorocabana. O local foi tombado pela Prefeitura Municipal de Guarulhos, em 2000. O Arquivo Histórico Municipal ocupou o espaço.